# Linea Tōbu Isesaki
La  Linea Tōbu Isesaki (東武伊勢崎線?, Tōbu Isesaki-sen) gestita dalle Ferrovie Tōbu è una ferrovia a scartamento ridotto che collega le stazioni di Asakusa a Tokyo e Isesaki, nella città omonima della prefettura di Gunma, collegando anche le città e i paesi situati fra le due città: Ōta, Ashikaga, Hanyū, Kazo, Miyashiro, Kasukabe, Koshigaya e Sōka. La linea Isesaki è la più lunga linea privata (non JR) del Giappone.

## Caratteristiche
La linea è lunga 114,5 km e totalmente elettrificata a corrente continua con catenaria superiore a 1500 V. La ferrovia è prevalentemente a doppio binario, con un tratto a singolo binario di 39,9 km fra Tatebayashi e Isesaki e due tratte quadruplicate, una fra Tokyo Skytree e Hikifune di 1,3 km e l'altra fra Kita-Senju e Kita-Koshigaya di 18,9 km. Nel 2008 la linea aveva una media di 843.495 passeggeri al giorno.

## Servizi

### Transiti su altre linee
La linea Isesaki dispone di alcuni servizi che sfruttano altre linee ferroviarie e metropolitane di Tokyo. Uno di essi è quello che utilizza la linea Hibiya della Tokyo Metro, connessa alla stazione di Kita-Senju con i treni locali. L'altra utilizza la linea Hanzōmon a Oshiage, con i treni rapidi. Oltre Shibuya, il termine della linea Hanzōmon, quasi tutti i treni proseguono sulla linea Tōkyū Den-en-toshi fino al capolinea di Chūō-Rinkan.
A nord alcuni treni proseguono attraverso la ferrovia Yagan fino alla stazione di Aizutajima della ferrovia Aizu.

### Servizi rapidi
Tōbu opera diversi tipi di servizi rapidi sulla linea.
Le fermate indicate si riferiscono ai dati del 2006.
Locale (普通?, Futsū) (in giapponese viene annunciato come 各駅停車 (Kakueki Teisha?) o 各停 (kakutei?) abbreviato) (L)
Opera in tre diverse sezioni con rottura di carico:
- Asakusa − Kitasenju per completare i Semiespressi sezionali e gli Espressi sezionali
- Naka-Meguro via linea Chiyoda − Kitasenju − Tōbu Dōbutsu Kōen. Una coppia ogni 10 minuti.
- Kuki − Ōta. Collegamenti con l'Espresso. Tre treni all'ora, con uno fra Kuki e Tatebayashi.
- Ōta − Isesaki. Uno all'ora per direzione, con solo il macchinista a bordo.

Semiespresso sezionale (区間準急?, Kukan Junkyū) (SES)
Fra Asakusa e Kuki o Minami-Kurihashi sulla linea Nikkō.
Semiespresso (準急?, Junkyū) (SE)
Servizio attivo la mattina presto e la notte. In direzione nord verso Kuki o per Minami-Kurihashi sulla linea Nikkō e proveniente da Chūō-Rinkan sulla linea Tokyu Den-en-toshi via linea Hanzōmon. Composizioni a 10 carrozze.
Espresso sezionale (区間急行?, Kukan Kyūkō) (ES)
Fra Asakusa e Tatebayashi, Ōta o Shin-Tochigi sulla linea Nikkō.
Espresso (急行?, Kyūkō) (Ex)
Dalla mattina alla sera, verso Kuki (quasi la metà fino a Minami-Kurihashi sulla linea Nikkō), proveniente da Chūō-Rinkan sulla linea Tokyu Den-en-toshi via linea Hanzōmon. Composizioni a 10 carrozze.
Rapido (快速?, Kaisoku), Rapido sezionale (区間快速?, Kukan Kaisoku) (R)
Treno senza sovrapprezzo percorrente le linee Nikkō, Kinugawa e la ferrovia Yagan fino a Aizu-Tajima.
Espresso Limitato (特急?, Tokkyū)
Le fermate non sono mostrate nella tabella sottostante. È necessario un sovrapprezzo per utilizzare questo servizio. Principalmente percorrono la linea Nikkō per l'area di Nikkō con i nomi  Kegon (けごん?) e Kinu (きぬ?). Un solo servizio, il Ryōmō (りょうもう?) passa per Asakusa verso Isesaki.

## Stazioni
| Numero                      | Stazione                    | Giapponese                  | Distanza interst.           | Distanza totale             | SES | SE | ES | E | R ・ RS | Collegamenti | Posizione | Posizione |
| --------------------------- | --------------------------- | --------------------------- | --------------------------- | --------------------------- | --- | --- | --- | --- | --- | --- | --- | --- |
|                             |                             |                             |                             |                             | | | | | | | | |
| Sezione di transito diretto | Sezione di transito diretto | Sezione di transito diretto | Sezione di transito diretto | Sezione di transito diretto | Da Oshiage via Linea Hanzōmon per Shibuya e via linea Tōkyū Den-en-toshi per Chūō-Rinkan (semiespresso ed espresso) Da Kita-Senju via linea Hibiya fino a Naka-Meguro | Da Oshiage via Linea Hanzōmon per Shibuya e via linea Tōkyū Den-en-toshi per Chūō-Rinkan (semiespresso ed espresso) Da Kita-Senju via linea Hibiya fino a Naka-Meguro | Da Oshiage via Linea Hanzōmon per Shibuya e via linea Tōkyū Den-en-toshi per Chūō-Rinkan (semiespresso ed espresso) Da Kita-Senju via linea Hibiya fino a Naka-Meguro | Da Oshiage via Linea Hanzōmon per Shibuya e via linea Tōkyū Den-en-toshi per Chūō-Rinkan (semiespresso ed espresso) Da Kita-Senju via linea Hibiya fino a Naka-Meguro | Da Oshiage via Linea Hanzōmon per Shibuya e via linea Tōkyū Den-en-toshi per Chūō-Rinkan (semiespresso ed espresso) Da Kita-Senju via linea Hibiya fino a Naka-Meguro | Da Oshiage via Linea Hanzōmon per Shibuya e via linea Tōkyū Den-en-toshi per Chūō-Rinkan (semiespresso ed espresso) Da Kita-Senju via linea Hibiya fino a Naka-Meguro | Da Oshiage via Linea Hanzōmon per Shibuya e via linea Tōkyū Den-en-toshi per Chūō-Rinkan (semiespresso ed espresso) Da Kita-Senju via linea Hibiya fino a Naka-Meguro | Da Oshiage via Linea Hanzōmon per Shibuya e via linea Tōkyū Den-en-toshi per Chūō-Rinkan (semiespresso ed espresso) Da Kita-Senju via linea Hibiya fino a Naka-Meguro |
| TS-01                       | Asakusa                     | 浅草                        | -                           | 0.0                         | ● | ∥ | ● | ∥ | ● | Linea Ginza (G-19) Linea Asakusa (A-18) | Tokyo | Taitō |
| TS-02                       | Tōkyō Sky Tree              | とうきょうスカイツリー      | 1.1                         | 1.1                         | ● | ∥ | ● | ∥ | ｜ | | Tokyo | Sumida |
| TS-03                       | Oshiage (Skytree-mae)       | 押上〈スカイツリー前〉      | -                           | -                           | ∥ | ● | ∥ | ● | ∥ | Linea Hanzōmon (Z-14) (diretti da/per Tōbu Dōbutsu Kōen) Linea Asakusa (A-20) Linea Keisei Oshiage (KS45)                                                             | Tokyo | Sumida |
| TS-04                       | Hikifune                    | 曳舟                        | 1.3                         | 2.4                         | ● | ● | ● | ● | ｜ | Linea Tōbu Kameido | Tokyo | Sumida |
| TS-05                       | Higashi-Mukōjima            | 東向島                      | 0.8                         | 3.2                         | ● | ｜ | ● | ｜ | ｜ | | Tokyo | Sumida |
| TS-06                       | Kanegafuchi                 | 鐘ヶ淵                      | 1.0                         | 4.2                         | ● | ｜ | ● | ｜ | ｜ | | Tokyo | Sumida |
| TS-07                       | Horikiri                    | 堀切                        | 1.1                         | 5.3                         | ● | ｜ | ● | ｜ | ｜ | | Tokyo | Adachi |
| TS-08                       | Ushida                      | 牛田                        | 0.7                         | 6.0                         | ● | ｜ | ● | ｜ | ｜ | Linea principale Keisei | Tokyo | Adachi |
| TS-09                       | Kita-Senju                  | 北千住駅                    | 1.1                         | 7.1                         | ● | ● | ● | ● | ● | Linea Hibiya (H-21) (diretti da/per Tōbu Dōbutsu Kōen) Linea Chiyoda (C-18) Linea Jōban Linea Jōban Rapida Tsukuba Express (05)                                       | Tokyo | Adachi |
| TS-10                       | Kosuge                      | 小菅                        | 1.1                         | 8.2                         | ｜ | ｜ | ｜ | ｜ | ｜ | | Tokyo | Adachi |
| TS-11                       | Gotanno                     | 五反野                      | 1.1                         | 9.3                         | ｜ | ｜ | ｜ | ｜ | ｜ | | Tokyo | Adachi |
| TS-12                       | Umejima                     | 梅島                        | 1.2                         | 10.5                        | ｜ | ｜ | ｜ | ｜ | ｜ | | Tokyo | Adachi |
| TS-13                       | Nishiarai                   | 西新井                      | 0.8                         | 11.3                        | ● | ● | ● | ● | ｜ | Linea Tōbu Daishi | Tokyo | Adachi |
| TS-14                       | Takenotsuka                 | 竹ノ塚                      | 2.1                         | 13.4                        | ｜ | ｜ | ｜ | ｜ | ｜ | | Tokyo | Adachi |
| TS-15                       | Yatsuka                     | 谷塚                        | 2.5                         | 15.9                        | ｜ | ｜ | ｜ | ｜ | ｜ | | Saitama | Sōka |
| TS-16                       | Sōka                        | 草加                        | 1.6                         | 17.5                        | ● | ● | ● | ● | ｜ | | Saitama | Sōka |
| TS-17                       | Dokkyodaigakumae            | 獨協大学前（草加松原）      | 1.7                         | 19.2                        | ｜ | ｜ | ｜ | ｜ | ｜ | | Saitama | Sōka |
| TS-18                       | Shinden                     | 新田                        | 1.3                         | 20.5                        | ｜ | ｜ | ｜ | ｜ | ｜ | | Saitama | Sōka |
| TS-19                       | Gamō                        | 蒲生                        | 1.4                         | 21.9                        | ｜ | ｜ | ｜ | ｜ | ｜ | | Saitama | Koshigaya |
| TS-20                       | Shin-Koshigaya              | 新越谷                      | 1.0                         | 22.9                        | ● | ● | ● | ● | ｜ | Linea Musashino (Minami-Koshigaya) | Saitama | Koshigaya |
| TS-21                       | Koshigaya                   | 越谷                        | 1.5                         | 24.4                        | ● | ● | ● | ● | ｜ | | Saitama | Koshigaya |
| TS-22                       | Kita-Koshigaya              | 北越谷                      | 1.6                         | 26.0                        | ● | ● | ｜ | ｜ | ｜ | | Saitama | Koshigaya |
| TS-23                       | Ōbukuro                     | 大袋駅                      | 2.5                         | 28.5                        | ● | ● | ｜ | ｜ | ｜ | | Saitama | Koshigaya |
| TS-24                       | Sengendai                   | せんげん台                  | 1.3                         | 29.8                        | ● | ● | ● | ● | ｜ | | Saitama | Koshigaya |
| TS-25                       | Takesato                    | 武里                        | 1.3                         | 31.1                        | ● | ● | ｜ | ｜ | ｜ | | Saitama | Kasukabe |
| TS-26                       | Ichinowari                  | 一ノ割                      | 1.9                         | 33.0                        | ● | ● | ｜ | ｜ | ｜ | | Saitama | Kasukabe |
| TS-27                       | Kasukabe                    | 春日部                      | 2.3                         | 35.3                        | ● | ● | ● | ● | ● | Linea Tōbu Noda | Saitama | Kasukabe |
| TS-28                       | Kita-Kasukabe               | 北春日部                    | 1.5                         | 36.8                        | ● | ● | ＊ | ｜ | ｜ | | Saitama | Kasukabe |
| TS-29                       | Himemiya                    | 姫宮                        | 1.6                         | 38.4                        | ● | ● | ｜ | ｜ | ｜ | | Saitama | Distretto di Minami-Saitama Miyashiro |
| TS-30                       | Tōbu Dōbutsu Kōen           | 東武動物公園                | 2.6                         | 41.0                        | ● | ● | ● | ● | ● | Linea Tōbu Nikkō (Treni diretti da Asakusa e Kita-Senju) | Saitama | Distretto di Minami-Saitama Miyashiro |
| TI-01                       | Wado                        | 和戸駅                      | 2.9                         | 43.9                        | ● | ● | ● | ● | Diretti sulla linea Nikkō | | Saitama | Distretto di Minami-Saitama Miyashiro |
| TI-02                       | Kuki                        | 久喜駅                      | 3.8                         | 47.7                        | ● | ● | ● | ● | Diretti sulla linea Nikkō | Linea principale Tōhoku (Linea Utsunomiya e Linea Shōnan-Shinjuku) | Saitama | Kuki |
| TI-03                       | Washinomiya                 | 鷲宮                        | 4.4                         | 52.1                        | ○ | | ● | | Diretti sulla linea Nikkō | | Saitama | Kuki |
| TI-04                       | Hanasaki                    | 花崎                        | 2.7                         | 54.8                        | ○ | | ● | | Diretti sulla linea Nikkō | | Saitama | Kazo |
| TI-05                       | Kazo                        | 加須                        | 3.7                         | 58.5                        | ○ | | ● | | Diretti sulla linea Nikkō | | Saitama | Kazo |
| TI-06                       | Minami-Hanyū                | 南羽生                      | 4.6                         | 63.1                        | ○ | | ● | | | | Saitama | Hanyū |
| TI-07                       | Hanyū                       | 羽生                        | 3.1                         | 66.2                        | ○ | | ● | | | Linea principale Chichibu | Saitama | Hanyū |
| TI-08                       | Kawamata                    | 川俣                        | 4.3                         | 70.5                        | ○ | | ● | | | | Gunma | Distretto di Ōra Meiwa |
| TI-09                       | Morinji-mae                 | 茂林寺前                    | 1.9                         | 72.4                        | ○ | | ● | | | | Gunma | Tatebayashi |
| TI-10                       | Tatebayashi                 | 館林                        | 2.2                         | 74.6                        | ○ | | ● | | | Linea Tōbu Koizumi | Gunma | Tatebayashi |
| TI-11                       | Tatara                      | 多々良                      | 4.0                         | 78.6                        | ○ | | ● | | | | Gunma | Tatebayashi |
| TI-12                       | Agata                       | 県                          | 3.2                         | 81.8                        | ○ | | ● | | | | Tochigi Ashikaga | Tochigi Ashikaga |
| TI-13                       | Fukui                       | 福居                        | 2.1                         | 83.9                        | ○ | | ● | | | | Tochigi Ashikaga | Tochigi Ashikaga |
| TI-14                       | Tōbu-Izumi                  | 東武和泉                    | 1.2                         | 85.1                        | ○ | | ● | | | | Tochigi Ashikaga | Tochigi Ashikaga |
| TI-15                       | Ashikagashi                 | 足利市                      | 1.7                         | 86.8                        | ○ | | ● | | | | Tochigi Ashikaga | Tochigi Ashikaga |
| TI-16                       | Yashū-Yamabe                | 野州山辺                    | 1.7                         | 88.5                        | ○ | | ● | | | | Tochigi Ashikaga | Tochigi Ashikaga |
| TI-17                       | Niragawa                    | 韮川                        | 3.3                         | 91.8                        | ○ | | ● | | | | Gunma | Ōta |
| TI-18                       | Ōta                         | 太田                        | 2.9                         | 94.7                        | ○ | | ● | | | Linea Tōbu Kiryū Linea Tōbu Koizumi | Gunma | Ōta |
| TI-19                       | Hosoya                      | 細谷                        | 3.1                         | 97.8                        | | | | | | | Gunma | Ōta |
| TI-20                       | Kizaki                      | 木崎                        | 3.4                         | 101.2                       | | | | | | | Gunma | Ōta |
| TI-21                       | Serada                      | 世良田                      | 2.9                         | 104.1                       | | | | | | | Gunma | Ōta |
| TI-22                       | Sakaimachi                  | 境町                        | 2.2                         | 106.3                       | | | | | | | Gunma | Isesaki |
| TI-23                       | Gōshi                       | 剛志                        | 3.7                         | 110.0                       | | | | | | | Gunma | Isesaki |
| TI-24                       | Shin-Isesaki                | 新伊勢崎                    | 3.3                         | 113.3                       | | | | | | | Gunma | Isesaki |
| TI-25                       | Isesaki                     | 伊勢崎                      | 1.2                         | 114.5                       | | | | | | Linea Ryōmō | Gunma | Isesaki |